# Begraafplaats van Zehrensdorf
De begraafplaats van Zehrensdorf is een begraafplaats in het stadsdeel Wünsdorf van Zossen in de Duitse deelstaat Brandenburg

## Militaire graven
Op de begraafplaats bevinden zich graven van 206 Indische moslims die worden onderhouden door de Commonwealth War Graves Commission, die de begraafplaats geregistreerd heeft als Zehrensdorf Indian Cemetery.